# 200 meter för herrar i friidrott vid olympiska sommarspelen 1972
200 meter herrar vid olympiska sommarspelen 1972 i München avgjordes 3-4 september. 

## Medaljörer
| Gren      | Guld                         | Guld  | Silver          | Silver | Brons                 | Brons |
| 200 meter | Valerij Borzov Sovjetunionen | 20,00 | Larry Black USA | 20,19  | Pietro Mennea Italien | 20,30 |

## Heat
Heat ett
| Placering | Namn              | Nationalitet    | Tid   |
| --------- | ----------------- | --------------- | ----- |
| 1         | Siegfried Schenke | Östtyskland     | 20,66 |
| 2         | Bruno Cherrier    | Frankrike       | 20,79 |
| 3         | Jiří Kynos        | Tjeckoslovakien | 20,95 |
| 4         | Audun Garshol     | Norge           | 21.16 |
| 5         | Pasqualino Abeti  | Italien         | 21.17 |
| 6         | Solomon Belaye    | Etiopien        | 21.73 |
| -         | Zenon Nowosz      | Polen           | DNS   |

Heat två
| Placering | Namn               | Nationalitet    | Tid   |
| --------- | ------------------ | --------------- | ----- |
| 1         | Don Quarrie        | Jamaica         | 21,04 |
| 2         | Martin Jellinghaus | Västtyskland    | 21,10 |
| 3         | Andrés Calonge     | Argentina       | 21,39 |
| 4         | Ladislav Kříź      | Tjeckoslovakien | 21.58 |
| 5         | Mike Sands         | Bahamas         | 21.61 |
| 6         | Yeo Kian Chye      | Singapore       | 21.89 |
| -         | Meite Amadou       | Elfenbenskusten | DNS   |
| -         | Rodolfo Rieder     | Paraguay        | DNS   |

Heat tre
| Placering | Namn                  | Nationalitet        | Tid   |
| --------- | --------------------- | ------------------- | ----- |
| 1         | Valerij Borzov        | Sovjetunionen       | 20,64 |
| 2         | Edwin Roberts         | Trinidad och Tobago | 20,95 |
| 3         | Richard Hardware      | Jamaica             | 21,09 |
| 4         | Motsapi Moorosi       | Lesotho             | 21.15 |
| 5         | Su Wen-Ho             | Republiken Kina     | 21.55 |
| 6         | Jean-Pierre Bassegela | Kongo-Brazzaville   | 21.72 |
| 7         | Hamad Ndee            | Tanzania            | 21.74 |

Heat fyra w
| Placering | Namn               | Nationalitet        | Tid   |
| --------- | ------------------ | ------------------- | ----- |
| 1         | Pietro Mennea      | Italien             | 20,53 |
| 2         | Markku Juhola      | Finland             | 20,98 |
| 3         | Ainsley Armstrong  | Trinidad och Tobago | 21,12 |
| 4         | Guillermo González | Puerto Rico         | 21.22 |
| 5         | Sammy Monsels      | Surinam             | 21.26 |
| 6         | Gaston Malam       | Kamerun             | 21.71 |
| 7         | Gary Georges       | Haiti               | 22.97 |

Heat fem
| Placering | Namn                 | Nationalitet   | Tid   |
| --------- | -------------------- | -------------- | ----- |
| 1         | Larry Black          | USA            | 20,79 |
| 2         | René Metz            | Frankrike      | 21,08 |
| 3         | Brian Green          | Storbritannien | 21,26 |
| 4         | Omar Chokhmane       | Marocko        | 21.29 |
| 5         | Luiz de Silva        | Brasilien      | 21.81 |
| 6         | Eston Kaonga         | Malawi         | 22.18 |
| -         | Benedict Majekodumni | Nigeria        | DNS   |

Heat sex
| Placering | Namn                       | Nationalitet        | Tid   |
| --------- | -------------------------- | ------------------- | ----- |
| 1         | Chuck Smith                | USA                 | 20,79 |
| 2         | Vladimir Lovetski          | Sovjetunionen       | 20,99 |
| 3         | Sunil Gunawardene          | Sri Lanka           | 21,60 |
| 4         | Trevor James               | Trinidad och Tobago | 21.83 |
| 5         | Zainuddin Wahab            | Malaysia            | 21.87 |
| 6         | Dominic Saidu              | Liberia             | 22.48 |
| 7         | Saad Khalil Al-Dosari      | Saudiarabien        | 22.56 |
| -         | Jean-Louis Ravelomanantsoa | Madagaskar          | DNS   |

Heat sju
| Placering | Namn                     | Nationalitet    | Tid   |
| --------- | ------------------------ | --------------- | ----- |
| 1         | Jaroslav Matoušek        | Tjeckoslovakien | 20,70 |
| 2         | Francisco García         | Spanien         | 20,89 |
| 3         | George Daniels           | Ghana           | 21,05 |
| 4         | Jimmy Sierra             | Colombia        | 21.10 |
| 5         | Kevin Johnson            | Bahamas         | 21.70 |
| 6         | Ibrahim Saad Abdel Galil | Sudan           | 22.41 |
| -         | Mao Samphon              | Kambodja        | DNS   |
| -         | Abdulazeez Abdulkareem   | Kuwait          | DNS   |

Heat åtta
| Placering | Namn              | Nationalitet | Tid   |
| --------- | ----------------- | ------------ | ----- |
| 1         | Manfred Ommer     | Västtyskland | 20,80 |
| 2         | Hans-Joachim Zenk | Östtyskland  | 20,93 |
| 3         | James Addy        | Ghana        | 21,06 |
| 4         | Dan Amuke         | Kenya        | 21.53 |
| 5         | Nusrat Iqbal Sahi | Pakistan     | 22.07 |
| -         | Saleh Alah-Djaba  | Tchad        | DNF   |
| -         | Charles Francis   | Kanada       | DNS   |

Heat nio
| Placering | Namn               | Nationalitet | Tid   |
| --------- | ------------------ | ------------ | ----- |
| 1         | Larry Burton       | USA          | 20,80 |
| 2         | Lucien Sainte-Rose | Frankrike    | 21,09 |
| 3         | Bevan Smith        | Nya Zeeland  | 21,17 |
| 4         | Philippe Clerc     | Schweiz      | 21.32 |
| 5         | Tukal Mokalam      | Filippinerna | 21.81 |
| 6         | William Draul      | Uganda       | 21.87 |
| -         | Larmeck Mukonde    | Zambia       | DNS   |

## Kvartsfinaler
Heat ett
| Placering | Namn               | Nationalitet    | Tid   |
| --------- | ------------------ | --------------- | ----- |
| 1         | Valerij Borzov     | Sovjetunionen   | 20,30 |
| 2         | Manfred Ommer      | Västtyskland    | 20,53 |
| 3         | Jiří Kynos         | Tjeckoslovakien | 20,68 |
| 4         | René Metz          | Frankrike       | 20.83 |
| 5         | Jimmy Sierra       | Colombia        | 20.87 |
| 6         | Omar Chokhmane     | Marocko         | 21.00 |
| 7         | Guillermo González | Puerto Rico     | 21.10 |
| -         | Mike Sands         | Bahamas         | DNS   |

Heat två
| Placering | Namn              | Nationalitet        | Tid   |
| --------- | ----------------- | ------------------- | ----- |
| 1         | Jaroslav Matoušek | Tjeckoslovakien     | 20,65 |
| 2         | Chuck Smith       | USA                 | 20,66 |
| 3         | Ainsley Armstrong | Trinidad och Tobago | 21,00 |
| 4         | Bevan Smith       | Nya Zeeland         | 21.04 |
| 5         | George Daniels    | Ghana               | 21.10 |
| 6         | Andrés Calonge    | Argentina           | 21.11 |
| 7         | Markku Juhola     | Finland             | 21.19 |
| 8         | Sunil Gunawardene | Sri Lanka           | 21.31 |

Heat tre
| Placering | Namn               | Nationalitet        | Tid   |
| --------- | ------------------ | ------------------- | ----- |
| 1         | Larry Burton       | USA                 | 20,68 |
| 2         | Martin Jellinghaus | Västtyskland        | 20,70 |
| 3         | Siegfried Schenke  | Östtyskland         | 20,79 |
| 4         | Philippe Clerc     | Schweiz             | 20.82 |
| 5         | Edwin Roberts      | Trinidad och Tobago | 20.99 |
| 6         | Pasqualino Abeti   | Italien             | 21.00 |
| 7         | Ladislav Kříž      | Tjeckoslovakien     | 21.46 |
| -         | James Addy         | Ghana               | DQ    |

Heat fyra
| Placering | Namn              | Nationalitet    | Tid   |
| --------- | ----------------- | --------------- | ----- |
| 1         | Larry Black       | USA             | 20,28 |
| 2         | Don Quarrie       | Jamaica         | 20,43 |
| 3         | Bruno Cherrier    | Frankrike       | 20,62 |
| 4         | Vladimir Lovetski | Sovjetunionen   | 20.83 |
| 5         | Motsapi Moorosi   | Lesotho         | 20.90 |
| 6         | Su Wen-Ho         | Republiken Kina | 21.47 |
| 7         | Audun Garshol     | Norge           | 25.30 |
| -         | Sammy Monsels     | Surinam         | DNF   |

Heat fem
| Placering | Namn               | Nationalitet        | Tid   |
| --------- | ------------------ | ------------------- | ----- |
| 1         | Pietro Mennea      | Italien             | 20,47 |
| 2         | Hans-Joachim Zenk  | Östtyskland         | 20,59 |
| 3         | Richard Hardware   | Jamaica             | 20,76 |
| 4         | Lucien Sainte-Rose | Frankrike           | 20.76 |
| 5         | Francisco García   | Spanien             | 20.77 |
| 6         | Trevor James       | Trinidad och Tobago | 21.34 |
| 7         | Brian Green        | Storbritannien      | 21.41 |
| -         | Samuel Monsels     | Surinam             | DNS   |

## Semifinaler
Heat ett
| Placering | Namn               | Nationalitet    | Tid   |
| --------- | ------------------ | --------------- | ----- |
| 1         | Valerij Borzov     | Sovjetunionen   | 20,74 |
| 2         | Larry Burton       | USA             | 20,78 |
| 3         | Chuck Smith        | USA             | 20,86 |
| 4         | Siegfried Schenke  | Östtyskland     | 20.97 |
| 5         | Jaroslav Matoušek  | Tjeckoslovakien | 20.99 |
| 6         | Manfred Ommer      | Västtyskland    | 21.08 |
| 7         | Lucien Sainte-Rose | Frankrike       | 21.42 |
| -         | Don Quarrie        | Jamaica         | DNF   |

Heat två
| Placering | Namn               | Nationalitet        | Tid   |
| --------- | ------------------ | ------------------- | ----- |
| 1         | Larry Black        | USA                 | 20,36 |
| 2         | Pietro Mennea      | Italien             | 20,52 |
| 3         | Hans-Joachim Zenk  | Östtyskland         | 20,63 |
| 4         | Martin Jellinghaus | Västtyskland        | 20.75 |
| 5         | Jiří Kynos         | Tjeckoslovakien     | 20.88 |
| 6         | Ainsley Armstrong  | Trinidad och Tobago | 21.13 |
| 7         | Bruno Cherrier     | Frankrike           | 21.15 |
| 8         | Richard Hardware   | Jamaica             | 21.24 |

## Final
| Placering | Namn               | Nationalitet  | Tid   |
| --------- | ------------------ | ------------- | ----- |
| 1         | Valerij Borzov     | Sovjetunionen | 20,00 |
| 2         | Larry Black        | USA           | 20,19 |
| 3         | Pietro Mennea      | Italien       | 20,30 |
| 4         | Larry Burton       | USA           | 20,37 |
| 5         | Chuck Smith        | USA           | 20,55 |
| 6         | Siegfried Schenke  | Östtyskland   | 20,56 |
| 7         | Martin Jellinghaus | Västtyskland  | 20,65 |
| 8         | Hans-Joachim Zenk  | Östtyskland   | 21,05 |